# Dave Sheridan (auteur)
Pour les articles homonymes, voir Dave Sheridan.
Dave Sheridan (né le 7 juin 1943 à Cleveland en Ohio et mort le 28 mars 1982 à San Francisco) est un auteur de bande dessinée underground américain. Son personnage fétiche est le hippie drogué Dealer McDope. Il a été le principal collaborateur de Gilbert Shelton sur Les Fabuleux Freak Brothers et ses séries dérivées de 1974 à sa mort.

## Biographie
Né dans la région de Cleveland dans l'Ohio, Dave Sheridan s'installe en 1969 à San Francisco avec son ami Fred Schrier (en). Dès leur arrivée, Rip Off Press publie leur comix Mother's Oats Comix, ce qui leur permet de s'installer sur la scène underground de la ville. Au début des années 1970, Sheridan multiplie les participations dans les publications de Rip Off et Last Gasp, où il met souvent en scène son personnage fétiche Dealer McDope.
En 1973, Sheridan dirige Tales from the Leather Nun (en), auquel participe notamment Robert Crumb et Gilbert Shelton. Ce dernier en fait son assistant sur Les Fabuleux Freak Brothers en 1974. Jusqu'à sa mort en 1982, outre un dernier numéro de Mother's Oats Comix en 1976, Sheridan se consacre principalement aux séries de Shelton (qui engage également en 1978 Paul Mavrides (en)) et à Dealer McDope, dont il publie les histoires dans Rip Off Comix de 1977 à 1981. Il meurt en mars 1982 des suites d'un cancer diagnostiqué tardivement.

## Publications

### Bande dessinée

#### Comic book
Histoires de plus de trois pages.
- « The Doings of Dealer McDope », Mother's Oats Comix, Rip Off Press, 1969, p. 3-12. Couverture.
- « Uncle Leonard and his Flying Trips Machine », Hydrogen Bomb Funnies n°1, Rip Off Press, 1970, p. 20-22.
- « The Answer », Skull Comics n°1, Rip Off Press, 1970, p. 11-18.
- Participation à San Francisco Comic Book n°1, San Francisco Comic Book Company, 1970.
- « The Burgie Patrol », Slow Death Funnies, Last Gasp, 1970, p. 5-7.
- « The Sex Evulsors of Tecnicus », Slow Death n°2, Last Gasp, 1970, p. 3-10.
- « The Fun House », Mother's Oats Comix n°2, 1970, Rip Off press, p. 23-34.
- « Squeeze the Bulb », Tales from the Ozone n°2, The Print Mint, 1970, p. 31-34.
- « Side Show », The Balloon Vendor Comix, Rip Off Press, 1971, p. 20-23.
- Participation à The Legion of Charlies, Last Gasp, 1971.
- « Tales of the Leather Nun », Skull n°3, Last Gasp, 1971, p. 3-7.
- « Buster Foyt Esq. », The Fabulous Furry Freak Brothers n°2, Rip Off Press, 1972, p. 18-21.
- « The Late Show », Meef Comix n°1, The Print Mint, 1972, p. 29-33.
- « Tales of the Leather Nun », Tales from the Leather Nun, Last Gasp, 1973, p. 3-16. Couverture.
- Assistant de Gilbert Shelton sur The Fabulous Furry Freak Brothers n°4-7, Rip Off Press, 1975-1982.
- Mother's Oats Comix n°3, Rip Off Press, 1976 :
  - « 20,000 Kilos Beneath the Sea », p. 3-10
  - « Goose », p. 18-21
  - « Marihuana », p. 28-36
  - « Deep Trouble », p. 40-44
- Assistant de Gilbert Shelton sur The Adventures of Fat Freddy's Cat, Rip Off Press, 1977.
- « The Year is 3711 », Rip Off Comix n°2, Rip Off Press, 1977, p. 27-30.
- « The Islands », Rip Off Comix n°3, Rip Off Press, 1978, p. 27-33.
- « Dealer McDope Does the Snowshovel Shuffle », Rip Off Comix n°4, Rip Off Press, 1978, p. 19-26.
- « Time Twisted Tale », Rip Off Comix n°5, Rip Off Press, 1979, p. 23-38.
- « The Triangle Tryst », Rip Off Comix n°7, Rip Off Press, 1980, p. 3-10. Couverture.
- « Goose », Rip Off Comix n°9, Rip Off Press, 1981, p. 10-15.
- « Tales of Torment: Horror-fantasy from the Underground » (cadavre exquis avec Greg Irons (en), Rory Hayes, S. Clay Wilson, Richard Corben, Jack Jackson et Charles Dallas), Epic Illustrated n°9, Marvel, 1981.
- « Mister McDope in Peru », High Times Magazine (en) n°81, High Times, 1982.

#### Recueils
Hors recueils de Gilbert Shelton.
- Dix pages dans The Best of Rip Off Press n°1, Rip Off press, 1973. Couverture.
- Trente-six pages dans Mind Warp. An Anthology, And/Or Press, 1974. Couverture.
- Neuf pages dans Anthology of Slow Death, Wingbow Press, 1975.
- Quatre pages dans The Best of High Times. Comix, High Times, 1983.
- Dealer McDop, 2 vol., Rip Off Press, coll. « Underground Classics », 1985. Reprend les planches de Dealer McDope publiées de 1969 à 1982.
- Time Twisted Tales, Rip Off Press, 1986. Reprend l'histoire éponyme et différentes histoires de science-fiction de Sheridan.

### Illustration
- William Brown, The Food Stamp Gourmet, avec Greg Irons (en) et Gilbert Shelton, Bellephoron Books, 1971.

### Documentation
- « In Memoriam : Sheridan », dans Jean-Luc Fromental (dir.), L'Année de la bande dessinée 82-83, Temps futurs, 1982, p. 228-229.
- Lambiek, Dave Sheridan, sur lambiek.net, consulté le 6 janvier 2013.